# 托米斯拉夫·弗拉尼科维奇
托米斯拉夫·弗拉尼科维奇（1931年5月19日—2010年10月11日），克罗地亚男子水球运动员。他曾代表南斯拉夫国家队参加1956年夏季奥林匹克运动会水球比赛，获得一枚银牌。